# Unidad Castellana
Unidad Castellana (UdCa) és un partit polític fundat a Ciudad Real (Castella-La Manxa) en 2002. La primera cita electoral en la que participà foren les eleccions municipals de 2003. A les eleccions municipals de 2007, UC presentà candidatures a Ciudad Real, Malagón i Fernán Caballero. També es presentà a les eleccions generals espanyoles de 2008, liderada per Francisco Jesús Fernández Pedrero, però només va obtenir 198 vots.
Partit de tarannà conservador (ha estat definit com de centredreta) i castellanista creat, en part, per antics militants del PP.